# جنگل بوگوما
جنگل بوگوما (به لاتین: Bugoma Forest) یک جنگل در اوگاندا است که در ناحیه هویما واقع شده‌است.